# Список птахів Нігеру
Це перелік видів птахів, зафіксованих на території Нігеру. Авіфауна Нігеру налічує загалом 543 види, з яких 1 був інтродукований людьми. 18 видів знаходяться під загрозою вимирання.

## Позначки
Наступні теги використані для виділення деяких категорій птахів.
- (А) Випадковий — вид, який рідко або випадково трапляється в Нігері
- (I) Інтродукований — вид, завезений до Нігеру, як наслідок, прямих чи непрямих людських дій

## Страусоподібні(Struthioniformes)
Родина: Страусові (Struthionidae)
- Страус африканський, Struthio camelus

## Гусеподібні(Anseriformes)
Родина: Качкові (Anatidae)
- Свистач білоголовий, Dendrocygna viduata
- Свистач рудий, Dendrocygna bicolor
- Стромярка, Thalassornis leuconotus
- Гуска білолоба, Anser albifrons (A)
- Качка шишкодзьоба, Sarkidiornis melanotos
- Каргарка нільська, Alopochen aegyptiacus
- Галагаз євразійський, Tadorna tadorna (A)
- Шпорокрил, Plectropterus gambensis
- Чирянка-крихітка африканська, Nettapus auritus
- Чирянка велика, Spatula querquedula
- Чирянка жовтощока, Spatula hottentota
- Широконіска північна, Spatula clypeata
- Нерозень, Mareca strepera (A)
- Свищ євразійський, Mareca penelope
- Крижень звичайний, Anas platyrhynchos (A)
- Чирянка африканська, Anas capensis
- Шилохвіст північний, Anas acuta
- Чирянка мала, Anas crecca
- Попелюх звичайний, Aythya ferina (A)
- Чернь білоока, Aythya nyroca
- Чернь чубата, Aythya fuligula (A)

## Куроподібні(Galliformes)
Родина: Цесаркові (Numididae)
- Цесарка рогата, Numida meleagris

Родина: Токрові (Odontophoridae)
- Куріпка скельна, Ptilopachus petrosus

Родина: Фазанові (Phasianidae)
- Перепілка африканська, Synoicus adansonii (A)
- Перепілка звичайна, Coturnix coturnix
- Турач двошпоровий, Pternistis bicalcaratus
- Турач савановий, Pternistis clappertoni
- Турач вохристоголовий, Campocolinus coqui
- Турач білогорлий, Campocolinus albogularis (A)

## Фламінгоподібні(Phoenicopteriformes)
Родина: Фламінгові (Phoenicopteridae)
- Фламінго рожевий, Phoenicopterus roseus
- Фламінго малий, Phoenicopterus minor (A)

## Пірникозоподібні(Podicipediformes)
Родина: Пірникозові (Podicipedidae)
- Пірникоза мала, Tachybaptus ruficollis
- Пірникоза велика, Podiceps cristatus (A)
- Пірникоза чорношия, Podiceps nigricollis (A)

## Голубоподібні(Columbiformes)
Родина: Голубові (Columbidae)
- Голуб сизий, Columba livia
- Голуб цяткований, Columba guinea
- Горлиця звичайна, Streptopelia turtur
- Горлиця садова, Streptopelia decaocto (A)
- Streptopelia roseogrisea
- Streptopelia decipiens
- Streptopelia semitorquata
- Streptopelia vinacea
- Горлиця мала, Streptopelia senegalensis
- Горлиця абісинська, Turtur abyssinicus
- Горлиця рожевочерева, Turtur afer
- Горлиця капська, Oena capensis
- Вінаго жовточеревий, Treron waalia
- Вінаго африканський, Treron calvus

## Рябкоподібні(Pterocliformes)
Родина: Рябкові (Pteroclidae)
- Рябок пустельний, Pterocles exustus
- Рябок сенегальський, Pterocles senegallus
- Рябок рудоголовий, Pterocles coronatus
- Рябок абісинський, Pterocles lichtensteinii
- Рябок суданський, Pterocles quadricinctus

## Дрохвоподібні(Otidiformes)
Родина: Дрохвові (Otididae)
- Дрохва аравійська, Ardeotis arabs
- Дрохва кафрська, Neotis denhami
- Дрохва нубійська, Neotis nuba
- Корхаан білочеревий, Eupodotis senegalensis
- Дрохва сахелева, Eupodotis savilei
- Дрохва чорночерева, Lissotis melanogaster

## Туракоподібні(Musophagiformes)
Родина: Туракові (Musophagidae)
- Турако фіолетовий, Musophaga violacea
- Галасник сенегальський, Crinifer piscator

## Зозулеподібні(Cuculiformes)
Родина: Зозулеві (Cuculidae)
- Коукал сенегальський, Centropus senegalensis
- Коукал африканський, Centropus grillii (A)
- Малкога жовтодзьоба, Ceuthmochares aereus
- Зозуля чубата, Clamator glandarius
- Зозуля африканська, Clamator levaillantii
- Зозуля строката, Clamator jacobinus
- Дідрик білощокий, Chrysococcyx caprius
- Дідрик білочеревий, Chrysococcyx klaas
- Дідрик жовтогрудий, Chrysococcyx cupreus
- Зозуля червоновола, Cuculus solitarius (A)
- Зозуля саванова, Cuculus gularis
- Зозуля звичайна, Cuculus canorus

## Дрімлюгоподібні(Caprimulgiformes)
Родина: Дрімлюгові (Caprimulgidae)
- Дрімлюга-прапорокрил ангольський, Caprimulgus vexillarius (A)
- Дрімлюга-прапорокрил камерунський, Caprimulgus longipennis
- Дрімлюга іспанський, Caprimulgus ruficollis
- Дрімлюга звичайний, Caprimulgus europaeus
- Дрімлюга буланий, Caprimulgus aegyptius (A)
- Дрімлюга золотистий, Caprimulgus eximius
- Дрімлюга блідий, Caprimulgus inornatus
- Дрімлюга плямистий, Caprimulgus tristigma (A)
- Дрімлюга польовий, Caprimulgus climacurus

## Серпокрильцеподібні(Apodiformes)
Родина: Серпокрильцеві (Apodidae)
- Голкохвіст плямистоволий, Telacanthura ussheri
- Серпокрилець білочеревий, Apus melba (A)
- Серпокрилець еритрейський, Apus aequatorialis (A)
- Серпокрилець чорний, Apus apus
- Серпокрилець блідий, Apus pallidus
- Серпокрилець малий, Apus affinis
- Серпокрилець ефіопський, Apus horus (A)
- Серпокрилець білогузий, Apus caffer
- Серпокрилець пальмовий, Cypsiurus parvus

## Журавлеподібні(Gruiformes)
Родина: Пастушкові (Rallidae)
- Деркач лучний, Crex crex (A)
- Деркач африканський, Crex egregia (A)
- Погонич звичайний, Porzana porzana (A)
- Курочка мала, Paragallinula angulata
- Курочка водяна, Gallinula chloropus
- Лиска звичайна, Fulica atra
- Султанка африканська, Porphyrio alleni
- Султанка зеленоспинна, Porphyrio madagascariensis
- Багновик африканський, Zapornia flavirostra
- Погонич малий, Zapornia parva (A)
- Погонич-крихітка, Zapornia pusilla

Родина: Лапчастоногові (Heliornithidae)
- Лапчастоніг африканський, Podica senegalensis

Родина: Журавлеві (Gruidae)
- Журавель-вінценос північний, Balearica pavonina

## Сивкоподібні(Charadriiformes)
Родина: Лежневі (Burhinidae)
- Лежень заїрський, Burhinus vermiculatus
- Лежень степовий, Burhinus oedicnemus (A)
- Лежень річковий, Burhinus senegalensis
- Лежень плямистий, Burhinus capensis

Родина: Pluvianidae
- Бігунець єгипетський, Pluvianus aegyptius

Родина: Чоботарові (Recurvirostridae)
- Кулик-довгоніг чорнокрилий, Himantopus himantopus
- Чоботар синьоногий, Recurvirostra avosetta

Родина: Сивкові (Charadriidae)
- Сивка морська, Pluvialis squatarola (A)
- Чайка шпорова, Vanellus spinosus
- Чайка чорночуба, Vanellus tectus
- Чайка вусата, Vanellus albiceps
- Чайка сенегальська, Vanellus senegallus
- Чайка білохвоста, Vanellus leucurus (A)
- Пісочник каспійський, Charadrius asiaticus (A)
- Пісочник-пастух, Charadrius pecuarius
- Пісочник морський, Charadrius alexandrinus
- Пісочник великий, Charadrius hiaticula
- Пісочник малий, Charadrius dubius
- Пісочник буроголовий, Charadrius forbesi (A)
- Пісочник білолобий, Charadrius marginatus

Родина: Мальованцеві (Rostratulidae)
- Мальованець афро-азійський, Rostratula benghalensis

Родина: Яканові (Jacanidae)
- Якана мала, Microparra capensis
- Якана африканська, Actophilornis africanus

Родина: Баранцеві (Scolopacidae)
- Кульон великий, Numenius arquata (A)
- Грицик великий, Limosa limosa
- Брижач, Calidris pugnax
- Побережник червоногрудий, Calidris ferruginea
- Побережник білохвостий, Calidris temminckii
- Побережник білий, Calidris alba (A)
- Побережник чорногрудий, Calidris alpina (A)
- Побережник малий, Calidris minuta
- Баранець малий, Lymnocryptes minimus (A)
- Баранець великий, Gallinago media (A)
- Баранець звичайний, Gallinago gallinago
- Плавунець круглодзьобий, Phalaropus lobatus (A)
- Набережник палеарктичний, Actitis hypoleucos
- Коловодник лісовий, Tringa ochropus
- Коловодник чорний, Tringa erythropus
- Коловодник великий, Tringa nebularia
- Коловодник ставковий, Tringa stagnatilis
- Коловодник болотяний, Tringa glareola
- Коловодник звичайний, Tringa totanus

Родина: Триперсткові (Turnicidae)
- Триперстка африканська, Turnix sylvatica
- Триперстка-крихітка, Ortyxelos meiffrenii

Родина: Дерихвостові (Glareolidae)
- Бігунець пустельний, Cursorius cursor
- Бігунець малий, Cursorius temminckii
- Бігунець червононогий, Rhinoptilus chalcopterus
- Дерихвіст лучний, Glareola pratincola
- Дерихвіст скельний, Glareola nuchalis
- Дерихвіст попелястий, Glareola cinerea

Родина: Мартинові (Laridae)
- Мартин тонкодзьобий, Chroicocephalus genei (A)
- Мартин сіроголовий, Chroicocephalus cirrocephalus
- Мартин звичайний, Chroicocephalus ridibundus
- Мартин чорнокрилий, Larus fuscus
- Крячок малий, Sternula albifrons
- Крячок чорнодзьобий, Gelochelidon nilotica
- Крячок каспійський, Hydroprogne caspia
- Крячок чорний, Chlidonias niger (A)
- Крячок білокрилий, Chlidonias leucopterus
- Крячок білощокий, Chlidonias hybrida
- Водоріз африканський, Rynchops flavirostris

## Лелекоподібні(Ciconiiformes)
Родина: Лелекові (Ciconiidae)
- Лелека-молюскоїд африканський, Anastomus lamelligerus
- Лелека чорний, Ciconia nigra (A)
- Лелека африканський, Ciconia abdimii
- Лелека тропічний, Ciconia microscelis
- Лелека білий, Ciconia ciconia
- Ябіру сенегальський, Ephippiorhynchus senegalensis
- Марабу африканський, Leptoptilos crumenifer
- Лелека-тантал африканський, Mycteria ibis

## Сулоподібні(Suliformes)
Родина: Змієшийкові (Anhingidae)
- Змієшийка африканська, Anhinga melanogaster

Родина: Бакланові (Phalacrocoracidae)
- Баклан африканський, Microcarbo africanus
- Баклан великий, Phalacrocorax carbo (A)

## Пеліканоподібні(Pelecaniformes)
Родина: Пеліканові (Pelecanidae)
- Пелікан рожевий, Pelecanus onocrotalus
- Пелікан африканський, Pelecanus rufescens

Родина: Молотоголовові (Scopidae)
- Молотоголов, Scopus umbretta

Родина: Чаплеві (Ardeidae)
- Бугай водяний, Botaurus stellaris
- Бугайчик звичайний, Ixobrychus minutus
- Бугайчик африканський, Ixobrychus sturmii (A)
- Чапля сіра, Ardea cinerea
- Чапля чорноголова, Ardea melanocephala
- Чапля-велетень, Ardea goliath
- Чапля руда, Ardea purpurea
- Чепура велика, Ardea alba
- Чепура середня, Ardea intermedia
- Чепура мала, Egretta garzetta
- Чепура чорна, Egretta ardesiaca
- Чапля єгипетська, Bubulcus ibis
- Чапля жовта, Ardeola ralloides
- Чапля мангрова, Butorides striata
- Квак звичайний, Nycticorax nycticorax
- Квак білобокий, Gorsachius leuconotus (A)

Родина: Ібісові (Threskiornithidae)
- Коровайка бура, Plegadis falcinellus
- Ібіс священний, Threskiornis aethiopicus
- Гагедаш, Bostrychia hagedash
- Косар білий, Platalea leucorodia (A)
- Косар африканський, Platalea alba

## Яструбоподібні(Accipitriformes)
Родина: Секретарові (Sagittariidae)
- Птах-секретар, Sagittarius serpentarius

Родина: Скопові (Pandionidae)
- Скопа, Pandion haliaetus

Родина: Яструбові (Accipitridae)
- Шуліка чорноплечий, Elanus caeruleus
- Шуліка вилохвостий, Chelictinia riocourii
- Polyboroides typus
- Гриф пальмовий, Gypohierax angolensis (A)
- Стерв'ятник, Neophron percnopterus
- Осоїд євразійський, Pernis apivorus
- Гриф білоголовий, Trigonoceps occipitalis
- Гриф африканський, Torgos tracheliotos
- Стерв'ятник бурий, Necrosyrtes monachus
- Gyps africanus
- Сип плямистий, Gyps rueppelli
- Terathopius ecaudatus
- Змієїд блакитноногий, Circaetus gallicus
- Circaetus beaudouini (A)
- Circaetus cinereus
- Circaetus cinerascens
- Шуліка-широкорот, Macheiramphus alcinus
- Орел-боєць, Polemaetus bellicosus
- Орел довгочубий, Lophaetus occipitalis
- Підорлик малий, Clanga pomarina (A)
- Орел білоголовий, Hieraaetus wahlbergi
- Орел-карлик, Hieraaetus pennatus
- Hieraaetus ayresii (A)
- Орел рудий, Aquila rapax
- Орел степовий, Aquila nipalensis (A)
- Могильник східний, Aquila heliaca (A)
- Беркут, Aquila chrysaetos
- Орел кафрський, Aquila verreauxii
- Aquila spilogaster
- Яструб-ящірколов, Kaupifalco monogrammicus
- Яструб-крикун темний, Melierax metabates
- Габар, Micronisus gabar
- Канюк африканський, Butastur rufipennis
- Лунь очеретяний, Circus aeruginosus
- Лунь степовий, Circus macrourus
- Лунь лучний, Circus pygargus
- Яструб заїрський, Accipiter toussenelii
- Яструб туркестанський, Accipiter badius
- Яструб чорний, Accipiter melanoleucus (A)
- Шуліка рудий, Milvus milvus (A)
- Шуліка чорний, Milvus migrans
- Орлан-крикун, Haliaeetus vocifer
- Канюк степовий, Buteo rufinus
- Buteo auguralis

## Совоподібні(Strigiformes)
Родина: Сипухові (Tytonidae)
- Сипуха крапчаста, Tyto alba

Родина: Совові (Strigidae)
- Сплюшка євразійська, Otus scops (A)
- Сплюшка африканська, Otus senegalensis
- Сплюшка сіра, Ptilopsis leucotis
- Пугач пустельний, Bubo ascalaphus
- Пугач сірий, Bubo cinerascens
- Пугач блідий, Bubo lacteus
- Сова-рибоїд смугаста, Scotopelia peli
- Сичик-горобець савановий, Glaucidium perlatum
- Сич хатній, Athene noctua
- Сова болотяна, Asio flammeus (A)
- Сова африканська, Asio capensis

## Чепігоподібні(Coliiformes)
Родина: Чепігові (Coliidae)
- Паяро синьошиїй, Urocolius macrourus

## Трогоноподібні(Trogoniformes)
Родина: Трогонові (Trogonidae)
- Трогон зелений, Apaloderma narina (A)

## Bucerotiformes
Родина: Одудові (Upupidae)
- Одуд, Upupa epops

Родина: Слотнякові (Phoeniculidae)
- Слотняк пурпуровий, Phoeniculus purpureus
- Ірисор чорний, Rhinopomastus aterrimus

Родина: Кромкачні (Bucorvidae)
- Кромкач абісинський, Bucorvus abyssinicus

Родина: Птахи-носороги (Bucerotidae)
- Токо плямистодзьобий, Lophoceros nasutus
- Токо червонодзьобий, Tockus erythrorhynchus

## Сиворакшоподібні(Coraciiformes)
Родина: Рибалочкові (Alcedinidae)
- Рибалочка діадемовий, Corythornis cristatus
- Рибалочка-крихітка синьоголовий, Ispidina picta (A)
- Альціон сіроголовий, Halcyon leucocephala
- Альціон сенегальський, Halcyon senegalensis
- Альціон блакитний, Halcyon malimbica
- Альціон малий, Halcyon chelicuti
- Рибалочка-чубань африканський, Megaceryle maximus
- Рибалочка строкатий, Ceryle rudis

Родина: Бджолоїдкові (Meropidae)
- Бджолоїдка червоногорла, Merops bulocki
- Бджолоїдка карликова, Merops pusillus
- Бджолоїдка білогорла, Merops albicollis
- Merops viridissimus
- Бджолоїдка зелена, Merops persicus
- Бджолоїдка звичайна, Merops apiaster (A)
- Бджолоїдка малинова, Merops nubicus

Родина: Сиворакшові (Coraciidae)
- Сиворакша євразійська, Coracias garrulus (A)
- Сиворакша абісинська, Coracias abyssinica
- Сиворакша білоброва, Coracias naevia
- Сиворакша світлоголова, Coracias cyanogaster
- Широкорот африканський, Eurystomus glaucurus

## Дятлоподібні(Piciformes)
Родина: Лібійні (Lybiidae)
- Барбудо жовтогорлий, Trachyphonus margaritatus
- Барбіон жовтолобий, Pogoniulus chrysoconus
- Лібія світлокрила, Lybius vieilloti
- Лібія жовтоока, Lybius dubius

Родина: Воскоїдові (Indicatoridae)
- Воскоїд малий, Indicator minor
- Воскоїд великий, Indicator indicator

Родина: Дятлові (Picidae)
- Крутиголовка звичайна, Jynx torquilla (A)
- Дятел сірий, Dendropicos elachus
- Дятел сірощокий, Dendropicos fuscescens (A)
- Дятел бурокрилий, Dendropicos obsoletus
- Дятел сірошиїй, Dendropicos goertae
- Дятлик жовтогрудий, Campethera punctuligera

## Соколоподібні(Falconiformes)
Родина: Соколові (Falconidae)
- Боривітер степовий, Falco naumanni
- Боривітер звичайний, Falco tinnunculus
- Боривітер великий Falco rupicoloides (A)
- Боривітер рудий, Falco alopex
- Боривітер сірий, Falco ardosiaceus
- Турумті, Falco chicquera
- Кібчик червононогий, Falco vespertinus (A)
- Підсоколик Елеонори, Falco eleonorae
- Підсоколик сірий, Falco concolor (A)
- Підсоколик великий, Falco subbuteo
- Підсоколик африканський, Falco cuvierii (A)
- Ланер, Falco biarmicus
- Балабан, Falco cherrug (A)
- Сапсан, Falco peregrinus

## Папугоподібні(Psittaciformes)
Родина: Psittaculidae
- Папуга Крамера, Psittacula krameri
- Нерозлучник гвінейський, Agapornis pullarius (A)

Родина: Папугові (Psittacidae)
- Папуга-довгокрил сенегальський, Poicephalus senegalus

## Горобцеподібні(Passeriformes)
Родина: Личинкоїдові (Campephagidae)
- Личинкоїд червоноплечий, Campephaga phoenicea

Родина: Вивільгові (Oriolidae)
- Вивільга звичайна, Oriolus oriolus (A)
- Вивільга золота, Oriolus auratus

Родина: Прирітникові (Platysteiridae)
- Прирітник рубіновобровий, Platysteira cyanea
- Приріт сенегальський, Batis senegalensis

Родина: Вангові (Vangidae)
- Багадаїс білочубий, Prionops plumatus

Родина: Гладіаторові (Malaconotidae)
- Брубру, Nilaus afer
- Кубла північна, Dryoscopus gambensis
- Чагра велика, Tchagra senegala
- Гонолек червоний, Laniarius barbarus
- Вюргер золотистий, Telophorus sulfureopectus
- Гладіатор сіроголовий, Malaconotus blanchoti

Родина: Дронгові (Dicruridae)
- Дронго савановий, Dicrurus divaricatus

Родина: Монархові (Monarchidae)
- Монарх-довгохвіст африканський, Terpsiphone viridis

Родина: Сорокопудові (Laniidae)
- Сорокопуд терновий, Lanius collurio (A)
- Lanius phoenicuroides
- Сорокопуд рудохвостий, Lanius isabellinus (A)
- Сорокопуд сірий, Lanius excubitor
- Сорокопуд чорнолобий, Lanius minor (A)
- Lanius humeralis
- Сорокопуд білолобий, Lanius nubicus (A)
- Сорокопуд червоноголовий, Lanius senator
- Сорокопуд жовтодзьобий, Lanius corvinus

Родина: Воронові (Corvidae)
- Піакпіак, Ptilostomus afer
- Крук строкатий, Corvus albus
- Крук пустельний, Corvus ruficollis
- Крук короткохвостий, Corvus rhipidurus

Родина: Stenostiridae
- Ельмінія блакитна, Elminia longicauda

Родина: Синицеві (Paridae)
- Синиця білоплеча, Melaniparus guineensis

Родина: Ремезові (Remizidae)
- Ремез сахелевий, Anthoscopus punctifrons
- Ремез жовтий, Anthoscopus parvulus

Родина: Жайворонкові (Alaudidae)
- Пікір великий, Alaemon alaudipes
- Фірлюк рудогузий, Pinarocorys erythropygia
- Жайворонок вохристий, Ammomanes cinctura
- Жайворонок пустельний, Ammomanes deserti
- Жервінчик білощокий, Eremopterix leucotis
- Жервінчик білолобий, Eremopterix nigriceps
- Фірлюк африканський, Mirafra africana
- Фірлюк коричневий, Mirafra rufocinnamomea
- Фірлюк кордофанський, Mirafra cordofanica'
- Фірлюк чагарниковий, Mirafra cantillans'
- Фірлюк рудий, Mirafra rufa
- Жайворонок малий, Calandrella brachydactyla
- Eremalauda dunni
- Посмітюха іржаста, Galerida modesta
- Посмітюха звичайна, Galerida cristata

Родина: Macrosphenidae
- Кромбек північний, Sylvietta brachyura

Родина: Тамікові (Cisticolidae)
- Жовтобрюшка світлоброва, Eremomela icteropygialis
- Жовтобрюшка сенегальська, Eremomela pusilla
- Цвіркач сіробокий, Camaroptera brevicaudata
- Принія мала, Spiloptila clamans
- Акаційовик, Phyllolais pulchella (A)
- Нікорник жовтоволий, Apalis flavida
- Принія африканська, Prinia subflava
- Принія річкова, Prinia fluviatilis
- Принія пустельна, Prinia rufifrons
- Вільговець чорноголовий, Hypergerus atriceps
- Таміка співоча, Cisticola cantans
- Таміка бура, Cisticola aberrans
- Таміка червоноголова, Cisticola ruficeps
- Таміка гвінейська, Cisticola guinea
- Таміка західна, Cisticola marginatus
- Таміка саванова, Cisticola brachypterus
- Таміка віялохвоста, Cisticola juncidis
- Таміка пустельна, Cisticola aridulus

Родина: Очеретянкові (Acrocephalidae)
- Берестянка бліда, Iduna pallida
- Берестянка західна, Iduna opaca
- Берестянка оливкова, Hippolais olivetorum (A)
- Берестянка багатоголоса, Hippolais polyglotta (A)
- Берестянка звичайна, Hippolais icterina (A)
- Очеретянка лучна, Acrocephalus schoenobaenus
- Очеретянка ставкова, Acrocephalus scirpaceus
- Очеретянка африканська, Acrocephalus baeticatus
- Очеретянка бура, Acrocephalus rufescens (A)
- Очеретянка велика, Acrocephalus arundinaceus

Родина: Кобилочкові (Locustellidae)
- Кобилочка-цвіркун, Locustella naevia (A)

Родина: Ластівкові (Hirundinidae)
- Ластівка мала, Riparia paludicola
- Ластівка берегова, Riparia riparia
- Ластівка білоброва, Neophedina cincta (A)
- Ластівка афро-азійська, Ptyonoprogne fuligula
- Ластівка сільська, Hirundo rustica
- Ластівка червоновола, Hirundo lucida
- Ластівка ефіопська, Hirundo aethiopica
- Ластівка ниткохвоста, Hirundo smithii
- Ластівка білокрила, Hirundo leucosoma
- Ластівка даурська, Cecropis daurica
- Ластівка абісинська, Cecropis abyssinica
- Ластівка рудочерева, Cecropis semirufa
- Ластівка сенегальська, Cecropis senegalensis
- Ясківка червоноброва, Petrochelidon preussi
- Ластівка міська, Delichon urbicum
- Жалібничка вилохвоста, Psalidoprocne obscura (A)
- Ластівка сірогуза, Pseudhirundo griseopyga

Родина: Бюльбюлеві (Pycnonotidae)
- Торо сивоголовий, Phyllastrephus scandens
- Бюльбюль темноголовий, Pycnonotus barbatus

Родина: Вівчарикові (Phylloscopidae)
- Вівчарик жовтобровий, Phylloscopus sibilatrix (A)
- Вівчарик світлочеревий, Phylloscopus bonelli
- Вівчарик весняний, Phylloscopus trochilus
- Вівчарик-ковалик, Phylloscopus collybita

Родина: Кропив'янкові (Sylviidae)
- Кропив'янка чорноголова, Sylvia atricapilla
- Кропив'янка садова, Sylvia borin
- Кропив'янка африканська, Curruca deserti (A)
- Кропив'янка прудка, Curruca curruca
- Кропив'янка співоча, Curruca hortensis
- Кропив'янка біловуса, Curruca mystacea (A)
- Кропив'янка Рюпеля, Curruca ruppeli (A)
- Кропив'янка берберійська, Curruca iberiae
- Кропив'янка червоновола, Curruca cantillans
- Кропив'янка південноєвропейська, Curruca subalpina (A)
- Кропив'янка середземноморська, Curruca melanocephala
- Кропив'янка сіра, Curruca communis
- Кропив'янка піренейська, Curruca conspicillata (A)

Родина: Окулярникові (Zosteropidae)
- Окулярник сенегальський, Zosterops senegalensis

Родина: Leiothrichidae
- Кратеропа сахарська, Argya fulva
- Кратеропа чорноголова, Turdoides reinwardtii
- Кратеропа саванова, Turdoides plebejus

Родина: Ґедзеїдові (Buphagidae)
- Ґедзеїд жовтодзьобий, Buphagus africanus

Родина: Шпакові (Sturnidae)
- Шпак-куцохвіст аметистовий, Cinnyricinclus leucogaster
- Моріо західний, Onychognathus neumanni
- Мерл довгохвостий, Lamprotornis caudatus
- Мерл темнощокий, Lamprotornis splendidus
- Мерл рудочеревий, Lamprotornis pulcher
- Мерл синьощокий, Lamprotornis chloropterus
- Мерл зелений, Lamprotornis chalybaeus
- Мерл пурпуровий, Lamprotornis purpureus
- Мерл бронзовохвостий, Lamprotornis chalcurus (A)

Родина: Дроздові (Turdidae)
- Дрізд співочий, Turdus philomelos (A)
- Дрізд африканський, Turdus pelios

Родина: Мухоловкові (Muscicapidae)
- Мухоловка сіра, Muscicapa striata
- Мухоловка акацієва, Muscicapa gambagae (A)
- Мухоловка болотяна, Muscicapa aquatica
- Мухарка бліда, Melaenornis pallidus
- Мухоловка сива, Myioparus plumbeus
- Мухарка чорна, Melaenornis edolioides
- Альзакола чорна, Cercotrichas podobe
- Соловейко рудохвостий, Cercotrichas galactotes
- Золотокіс сіроголовий, Cossypha niveicapilla
- Золотокіс білоголовий, Cossypha albicapilla
- Соловейко західний, Luscinia megarhynchos (A)
- Синьошийка, Luscinia svecica (A)
- Мухоловка строката, Ficedula hypoleuca
- Мухоловка білошия, Ficedula albicollis' (A)
- Горихвістка звичайна, Phoenicurus phoenicurus
- Горихвістка чорна, Phoenicurus ochruros (A)
- Скеляр строкатий, Monticola saxatilis (A)
- Скеляр синій, Monticola solitarius'
- Трав'янка лучна, Saxicola rubetra (A)
- Трав'янка європейська, Saxicola rubicola
- Saxicola torquatus
- Смолярик бурий, Myrmecocichla aethiops
- Кам'янка звичайна, Oenanthe oenanthe
- Кам'янка попеляста, Oenanthe isabellina
- Кам'янка брунатна, Oenanthe heuglinii
- Кам'янка пустельна, Oenanthe deserti
- Кам'янка іспанська, Oenanthe hispanica (A)
- Кам'янка строката, Oenanthe melanoleuca
- Смолярик білолобий, Oenanthe albifrons
- Oenanthe melanura
- Oenanthe familiaris
- Кам'янка білогуза, Oenanthe leucura
- Oenanthe leucopyga
- Oenanthe lugens

Родина: Нектаркові (Nectariniidae)
- Саїманга західна, Hedydipna platura
- Нектарець червоноволий, Chalcomitra senegalensis
- Маріка-ельф, Cinnyris pulchellus
- Маріка сенегальська, Cinnyris coccinigastrus
- Маріка міднобарвна, Cinnyris cupreus

Родина: Ткачикові (Ploceidae)
- Алекто білодзьобий, Bubalornis albirostris
- Магалі-вусань північний, Sporopipes frontalis
- Магалі рудоголовий, Plocepasser superciliosus
- Малімб червоноволий, Malimbus nitens
- Ткачик малий, Ploceus luteolus
- Ткачик короткокрилий, Ploceus nigricollis
- Ткачик акацієвий, Ploceus vitellinus
- Ткачик масковий, Ploceus heuglini
- Ткачик великий, Ploceus cucullatus
- Ткачик чорноголовий, Ploceus melanocephalus
- Квелія червоноголова, Quelea erythrops
- Квелія червонодзьоба, Quelea quelea
- Вайдаг червоний, Euplectes franciscanus
- Вайдаг золотистий, Euplectes afer
- Вайдаг жовтоплечий, Euplectes macroura
- Вайдаг червоноплечий, Euplectes axillaris

Родина: Астрильдові (Estrildidae)
- Астрильд червонохвостий, Glaucestrilda caerulescens
- Астрильд золотощокий, Estrilda melpoda
- Астрильд сірий, Estrilda troglodytes
- Астрильд-метелик червонощокий, Uraeginthus bengalus
- Мельба червонокрила, Pytilia phoenicoptera
- Мельба строката, Pytilia melba
- Амарант червонодзьобий, Lagonosticta senegala
- Амарант масковий, Lagonosticta larvata
- Амадина червоногорла, Amadina fasciata
- Луговик чорнощокий, Ortygospiza atricollis (A)
- Сріблодзьоб чорноволий, Spermestes cucullata
- Сріблодзьоб чорногузий, Euodice cantans

Родина: Вдовичкові (Viduidae)
- Вдовичка білочерева, Vidua macroura
- Вдовичка сахелева, Vidua orientalis
- Вдовичка рудошия, Vidua interjecta (A)
- Вдовичка червононога, Vidua chalybeata
- Вдовичка фіолетова, Vidua funerea

Родина: Горобцеві (Passeridae)
- Горобець хатній, Passer domesticus (I)
- Горобець чорногрудий, Passer hispaniolensis (A)
- Горобець сіроголовий, Passer griseus
- Горобець пустельний, Passer simplex
- Горобець жовтий, Passer luteus
- Горобець сахелевий, Gymnoris pyrgita
- Горобець малий, Gymnoris dentata

Родина: Плискові (Motacillidae)
- Плиска гірська, Motacilla cinerea (A)
- Плиска жовта, Motacilla flava
- Плиска строката, Motacilla aguimp
- Плиска біла, Motacilla alba
- Щеврик рудий, Anthus cinnamomeus
- Щеврик довгодзьобий, Anthus similis
- Щеврик польовий, Anthus campestris
- Щеврик-велет, Anthus leucophrys
- Щеврик лісовий, Anthus trivialis
- Щеврик червоногрудий, Anthus cervinus (A)
- Пікулик жовтогорлий, Macronyx croceus

Родина: В'юркові (Fringillidae)
- Bucanetes githaginea
- Щедрик білогузий, Crithagra leucopygia
- Щедрик жовтолобий, Crithagra mozambica
- Crithagra canicapilla

Родина: Вівсянкові (Emberizidae)
- Вівсянка бурогуза, Emberiza affinis
- Вівсянка жовточерева, Emberiza flaviventris
- Вівсянка сірогорла, Emberiza goslingi
- Вівсянка сахарська, Emberiza sahari
- Вівсянка строкатоголова, Emberiza striolata